# تسما نوریگا
تسما نوریگا (انگلیسی: Txema Noriega؛ زادهٔ ۱۴ نوامبر ۱۹۵۸) بازیکن فوتبال اهل اسپانیا است.
از باشگاه‌هایی که در آن بازی کرده‌است می‌توان به باشگاه فوتبال اتلتیک بیلبائو، باشگاه ورزشی تنریف، و باشگاه فوتبال اتلتیک بیلبائو بی اشاره کرد.